# Pollenia pseudorudis
Pollenia pseudorudis este o specie de muște din genul Pollenia, familia Calliphoridae, descrisă de Knut Rognes în anul 1985. Conform Catalogue of Life specia Pollenia pseudorudis nu are subspecii cunoscute.